# Unione scacchistica europea
L'Unione scacchistica europea, in inglese European Chess Union (ECU), è un'associazione indipendente con sede centrale a Losanna e segretariato a Belgrado, presso la sede della federazione serba (Šahovski savez Srbije).
Scopo dell'associazione, come risulta dall'articolo 1 dello statuto, è di "salvaguardare e promuovere gli interessi degli scacchi in Europa, così come gli interessi dei suoi membri. Coordina l'attività delle federazioni associate ed organizza i campionati continentali. L'ECU rappresenta gli interessi delle federazioni associate presso la FIDE e altre organizzazioni internazionali".
L'organo principale dell'ECU è l'Assemblea Generale, nella quale ciascuna federazione ha un voto. Si riunisce almeno una volta all'anno ed elegge il Comitato Direttivo ed il presidente.
Le federazioni affiliate all'ECU sono attualmente 54.

## Storia
L'ECU nacque il 30 agosto del 1985 in occasione del congresso FIDE di Graz con lo scopo di tutelare le federazioni europee dalle politiche della federazione internazionale. I membri dell'ECU si sentivano messi in disparte dalle politiche di sviluppo messe in atto dalla federazione internazionale, che miravano a far crescere il gioco soprattutto in Asia e nei paesi del terzo mondo. Nell'occasione lo svedese Rolf Littorin fu eletto primo presidente. 
Lo scopo della confederazione europea fu fin dalle prime battute, quello di rappresentare entrambe le sponde del continente europeo, ma in un Occidente ancora diviso dalla cortina di ferro l'ECU dovette affrontare delle resistenze da parte delle federazioni del blocco sovietico (tranne la Polonia) e di alcuni dirigenti della FIDE stessa. Per questo motivo nel 1986 Littorin si dimise e fu eletto presidente l'austriaco Kurt Jungwirth.
Negli anni novanta, dopo la fine dell'Unione Sovietica, si giunse molto rapidamente ad un accordo tra tutte le federazioni europee. Sotto la presidenza di Kurt Jungwirth furono fondati e riorganizzati i campionati di livello europeo. Nel 1992 l'ECU organizzò il primo Campionato europeo di scacchi a squadre femminile, nel 1996 la prima Coppa europea femminile di scacchi per club sulla falsariga della competizione maschile, già esistente dagli anni settanta. Nel 1998 l'ECU prese il controllo del Campionato europeo giovanile di scacchi.
Negli anni successivi furono apportati alcuni cambiamenti alle competizioni continentali, che si sarebbero tenute ogni due anni. Dal 2008 l'ECU comprende tutte le federazioni nazionali europee ed è stata allargata anche a Turchia, Israele, Georgia, Armenia, Azerbaijan, mentre nel 2023 ha subito la fuoriuscita della Russia.

## Federazioni associate
Albania – Federates Shgiptare te Shahul

  Andorra – Federació d'Escacs Valls d'Andorra

  Armenia – Armenian Chess Federation

  Austria – Österreichischer Schachbund

  Azerbaigian – Chess Federation of Azerbaijan

  Belgio – Koninklijke Belgische Schakbond

  Bielorussia – Belarus Chess Federation

  Bosnia ed Erzegovina – Sahovski Savez Bosnia & Herzegovina

  Bulgaria – Bulgarian Chess Federation

  Repubblica Ceca – Sachovy Svaz Ceske Republiky

  Cipro – Cyprus Chess Association

  Croazia – Hrvatski Sahovski Savez

  Danimarca – Dansk Skak Union

  Estonia – Eesti Maleliit

  Isole Faroe – Talvsamband Foroya

  Finlandia – Suomen Keskusshakkiliitto

  Francia – Féderation Française des Échecs

  Galles – Welsh Chess Union

  Georgia – Chess Federation of Georgia

  Germania – Deutscher Schachbund

  Grecia – Elliniki Skakistiki Omospondia

  Guernsey – Guernsey Chess Federation

  Inghilterra – English Chess Federation

  Irlanda – Chess Federation of Ireland

  Islanda – Skáksamband Islands

  Israele – Israel Chess Federation

  Italia – Federazione Scacchistica Italiana

  Jersey – Jersey Chess Federation

  Lettonia – Latvijas Saha Savieniba

  Liechtenstein – Liechtensteiner Schachverband

  Lituania – Lithuanian Chess Federation

  Lussemburgo – Féderation Luxembourgeoise des Échecs

  Macedonia – Chess Federation of Macedonia

  Malta – Il-Federazzjoni Maltija tac-Cess

  Moldavia – Federatia Moldava de Sah

  Monaco – Fédération Monégasque des Échecs

  Montenegro – Chess Federation of Montenegro

  Norvegia – Norges Sjakkforbund

  Paesi Bassi – Koninklijke Nederlandse Schaakbond

  Polonia – Polski Zwiazek Szachowy

  Portogallo – Federacao Portuguesa de Xadrez

  Romania – Federatia Romana de Sah

  San Marino - Federazione Sammarinese degli Scacchi

  Scozia –  Chess Scotland

  Serbia – Šahovski savez Srbije

  Slovacchia – Slovensky Sachovy Zvaz

  Slovenia – Sahovska Zveza Slovenije

  Spagna – Federacion Española de Ajedrez

  Svezia – Sveriges Schackforbund

  Svizzera – Federazione Scacchistica Svizzera

  Turchia – Türkiye Satran Federasyonu

  Ucraina – Федерація шахів України

  Ungheria – Magyar Sakkszövetség

## Tornei organizzati dall'ECU
L'ECU organizza annualmente, in collaborazione con le federazioni nazionali, i seguenti tornei:

### Campionati individuali
- Campionato europeo individuale
- Campionato europeo individuale femminile
- Campionato europeo giovanile
- Campionato europeo seniores
- Campionato europeo amatoriale
- Campionato europeo individuale open
- Campionato europeo rapid
- Campionato europeo rapid femminile
- Campionato europeo lampo
- Campionato europeo lampo femminile

### Campionati a squadre
- Campionato europeo a squadre
- Campionato europeo a squadre femminile
- Campionato europeo a squadre giovanile
- Campionato europeo a squadre seniores
- Coppa europea di scacchi per club
- Coppa europea femminile di scacchi per club
- Mitropa Cup

## Presidenti
- 1985          Rolf Littorin
- 1986-1998 Kurt Jungwirth
- 1998-2010 Kutin Boris[3]
- 2010-2014 Silvio Danailov
- 2014-         Zurab Azmaiparashvili